# 三代 (中国史)
三代（さんだい）とは、一般に中国史において、繁栄した3つの王朝のことを指す。

## 三代
一般には、中国史で最も古い3つの王朝のことを指す。
1. 夏
2. 殷
3. 周

## 後三代
1. 漢
2. 唐
3. 宋

## 近世三代
1. 元
2. 明
3. 清